# Amt Weida
Das Amt Weida war eine im Neustädter Kreis gelegene territoriale Verwaltungseinheit des 1806 in ein Königreich umgewandelten Kurfürstentums Sachsen. Zwischen 1657 und 1718 gehörte das Amt zum albertinischen Sekundogenitur-Fürstentum Sachsen-Zeitz.
Bis zur Abtretung an Preußen 1815 und der Angliederung an das Großherzogtum Sachsen-Weimar-Eisenach im Jahr 1816 bildete es als sächsisches Amt den räumlichen Bezugspunkt für die Einforderung landesherrlicher Abgaben und Frondienste, für Polizei, Rechtsprechung und Heeresfolge.

## Geographische Ausdehnung
Das Amt Weida lag im thüringischen Vogtland am Unterlauf der Weida und deren Mündung in die Weiße Elster. Zum Amtsgebiet gehörten zwei Städte und sechs Exklaven. Das im Nordosten gelegene Amt Mildenfurth wurde an drei Seiten von Weidaer Gebiet umschlossen.
Das Amtsgebiet liegt heute zum größten Teil im Landkreis Greiz im Südosten des Freistaats Thüringen. Einige Orte im Westen des Amts liegen heute im Saale-Orla-Kreis, einige Orte im Norden gehören zur Stadt Gera. Die Exklave Wolframsdorf-Walddorf-Stöcken im Osten des Amts befindet sich heute im Landkreis Zwickau im Freistaat Sachsen.

## Angrenzende Verwaltungseinheiten
Das im Nordosten des Amts gelegene Amt Mildenfurth wurde an drei Seiten von Weidaer Amtsgebiet umschlossen.
| Herzogtum Sachsen-Altenburg (Westkreis)  | Fürstentum Reuß jüngerer Linie (Gera) und kursächsisches Amt Borna bzw. später Amt Zwickau (Exklave Ziegenhierdsches Ländchen) | Herzogtum Sachsen-Altenburg (Ostkreis) |
| Amt Arnshaugk                            | Kompassrose, die auf Nachbargemeinden zeigt                                                                                    | Amt Zwickau                            |
| Fürstentum Reuß jüngerer Linie (Schleiz) | Fürstentum Reuß jüngerer Linie (Triebes) und Fürstentum Reuß älterer Linie (Zeulenroda)                                        | Fürstentum Reuß älterer Linie (Greiz)  |

## Geschichte

### Frühgeschichte
In der Zeit der Völkerwanderung verließen die Germanen weitgehend die Region um Weida und wurden von Slawen abgelöst. Um das Jahr 1000 kamen dann deutsche Siedler in das Gebiet. Sie rodeten Wälder und betrieben Feldwirtschaft. Der römisch-deutsche Kaiser setzte Vögte (Ministeriale) als Verwalter seiner Herrschaftsgebiete ein.

### Vögte von Weida
Die Ministerialenfamilie der Vögte von Weida siedelte wohl von Thüringen wahrscheinlich schon vor der Mitte des 12. Jahrhunderts in das Gebiet der mittleren und oberen Weißen Elster über. Der erste Vogt Erkenbert I. kam nach Veitsberg (Wünschendorf/Elster). Sein Sohn Erkenbert II. begann mit dem Bau der Altstadtburg, die etwa am Standort des Freihauses auf dem Wieden gestanden haben soll. In ihrem Schutz entstand ein Marktflecken. Dann baute Vogt Heinrich I. in den Jahren 1163 bis 1193 auf der Anhöhe links der Weida im Zwickel zur Mündung der Auma die spätere Osterburg. Von ihr aus erfolgte der Aufbau einer größeren Herrschaft um die Burg und die Kontrolle der Flussübergänge der Straßen. Diese Veste Osterburg wurde dann auch Hauptsitz der Vögte von Weida bis 1427, weshalb die Stadt auch „Wiege des Vogtlandes“ genannt wird. Bereits 1209 wurde die Marktsiedlung Weida in einer Urkunde als Stadt (civitas) bezeichnet; damit ist Weida die älteste Stadt des Thüringer Vogtlandes. 
Den seit 1209 geführten Vogttitel darf man wohl auf die Vogteirechte des umfangreichen Besitzes des Stifts Quedlinburg in und um Gera zurückführen. Die Vögte stiegen rasch in den Herrenstand auf, Kaiser Ludwig der Bayer bestätigte ihnen 1329 fürstengleichen Rang. Mehrfach waren sie als Reichslandrichter im Egerland und Pleißenland tätig. Die Linie der Vögte von Weida endete 1531.

### Kurfürstentum und Herzogtum Sachsen
Vor allem unter Kaiser Karl IV. setzte der Machtverfall der Vögte ein. Als Folge des Vogtländischen Kriegs kam das Gebiet 1354 unter die Lehnsherrschaft der Wettiner. In der Zeit von 1410 bis 1427 fiel das Gebiet durch Tausch an die wettinischen Markgrafen von Meißen.
Bei der Leipziger Teilung 1485 kam das Amt Weida zur ernestinischen Linie der Wettiner. Nach der Niederlage der Ernestiner im Schmalkaldischen Krieg im Jahr 1547 verblieb es im ernestinischen Herzogtum Sachsen. 1567 kam es infolge der Grumbachschen Händel nach der Reichsexekution gegen den mit der Reichsacht belegten Herzog Johann Friedrich II. als Sicherheit (Pfandbesitz) an die albertinische Linie und wurde als „assekuriertes Amt“ bezeichnet.
1660 wurde das Amt völlig an die Albertiner abgetreten und bildete seitdem mit den Ämtern Arnshaugk,  Mildenfurth und Ziegenrück den Neustädtischen Kreis des Kurfürstentums Sachsen. Zwischen 1657 und 1718 gehörten der Neustädter Kreis und seine vier Ämter zum Sekundogenitur-Fürstentum Sachsen-Zeitz.
1788 wurde der Sitz des benachbarten Amts Mildenfurth nach Weida verlegt, von dort wurden beide Ämter von nun an gemeinsam verwaltet.

### Preußen bzw. Sachsen-Weimar-Eisenach
In Folge der Niederlage des Königreichs Sachsen wurden auf dem Wiener Kongress im Jahr 1815 Gebietsabtretungen an das Königreich Preußen beschlossen, was u. a. zunächst den gesamten Neustädter Kreis mit seinen vier Ämtern betraf.
Da sich das Königreich Preußen aber in Art. 37 der Kongreßakte verpflichtet hatte, dem Großherzog von Sachsen-Weimar-Eisenach an dessen Fürstentum Weimar angrenzende oder benachbarte Gebiete mit mindestens 50.000 Einwohnern abzutreten, einigten sich Preußen und Sachsen-Weimar-Eisenach in separaten Verhandlungen auf die Abtretung (unter anderen) der östlichen Teile des Neustädter Kreises, so dass nur ein Rest, d. h. die Westteile der Ämter Ziegenrück (mit Ziegenrück und den Saaleübergängen) und Arnshaugk (mit der Gegend um Ranis und der Exklave Kamsdorf), bei Preußen blieb. So kam das Territorium der Ämter Arnshaugk (größerer Ostteil) mit Ziegenrück (kleinerer Ostteil), Weida und Mildenfurth an das Großherzogtum, wo es ebenfalls als „Neustädter Kreis“ bezeichnet, den südöstlichen der drei großen Landesteile bildete. Dessen Fläche betrug knapp 629 km² (1895: 52.016 Einwohner). Größte Städte waren neben Neustadt/Orla Triptis, Auma, Weida und Berga/Elster sowie die Exklaven Russdorf, Teichwolframsdorf und Förthen. 
Im Jahr 1845 kamen durch Gebietstausch die drei Exklavenorte Stöcken, Walddorf und Wolframsdorf (Waldhäuser) vom Amt Weida des Großherzogtums Sachsen-Weimar-Eisenach zum Königreich Sachsen und wurden dem Amt Zwickau angegliedert.

### Nachfolger  des Amts Weida
1868 wurde im Großherzogtum Sachsen-Weimar-Eisenach aus dem Neustädter Kreis der Verwaltungsbezirk Neustadt an der Orla gebildet. Auch im Freistaat Sachsen-Weimar-Eisenach (1918–1920) blieb der Verwaltungsbezirk Neustadt an der Orla eine Gebietseinheit.
Nach der Bildung des Landes Thüringen im Jahr 1920 wurde der Verwaltungsbezirk Neustadt an der Orla aufgelöst und den Landkreisen Gera, Greiz, Jena-Roda und Schleiz zugeordnet. 
Im Zuge der Verwaltungsreform von 1952 wurde der Kreis Pößneck gebildet, welcher sich flächenmäßig am historischen Vorbild des Neustädtischen Kreises orientierte. Allerdings wurde der Kreissitz nun an das angegliederte Pößneck verlagert. Die Stadt Weida und ihr Umland gehörten dagegen nach 1952 zum Kreis Gera-Land im Bezirk Gera.
Im Jahr 1994 wurde die nun Landkreis Pößneck genannte Verwaltungseinheit aufgelöst und ging im Saale-Orla-Kreis auf. Dort sind heute Gebiete aus dem Großherzogtum Sachsen-Weimar-Eisenach (Westteil des Neustädtischen Kreises), Preußen (Amt Ziegenrück), Sachsen-Meiningen (Pößneck), sowie der Reußischen Fürstentümer (Schleiz und Lobenstein) vereint. Das Gebiet des ehemaligen Amts Weida kam nach 1990 zum größten Teil zu den Landkreisen Gera-Land und Greiz, welcher nach 1994 im neuen Landkreis Greiz aufging.

## Zugehörige Orte
Städte
- Weida
- Berga/Elster

Dörfer
| - Albersdorf - Birkhausen - Birkigt - Burkersdorf - Crimla - Culmitzsch - Clodra - Crimla - Dittersdorf - Döhlen - Dörtendorf - Endschütz - Eula - Forstwolfersdorf - Friedmannsdorf - Frießnitz | - Geroda - Göhren - Gräfenbrück - Grochwitz - Groß-Bocka - Großdraxdorf - Großebersdorf - Großkundorf - Hohenölsen - Katzendorf - Kleinbernsdorf - Klein-Bocka - Kleindraxdorf - Kleinkundorf - Köckritz - Köfeln | - Lederhose - Letzendorf - Liebsdorf - Lindenkreuz - Loitzsch - Markersdorf (bei Berga) - Markersdorf (bei Gera) - Meilitz - Merkendorf - Münchenbernsdorf - Neuensorga - Neumühle/Elster - Neundorf - Niederpöllnitz - Nonnendorf | - Obergeißendorf - Pfersdorf - Piesigitz - Porstendorf - Rohna - Rothenbach - Rüßdorf - Schafpreskeln - Schloßberga - Schönberg - Schüptitz - Seifersdorf - Silberfeld - Sirbis - Staitz | - Steinsdorf - Stelzendorf - Struth - Teichwitz - Uhlersdorf - Untergeißendorf - Unterröppisch - Waltersdorf - Wernsdorf - Wetzdorf - Wichelsdorf - Wiebelsdorf - Wittchendorf - Wöhlsdorf - Wolfersdorf - Wolfsgefärth | - Zadelsdorf - Zickra (bei Berga) - Zickra (südlich von Auma) - Zschorta |

Dörfer (Exklaven)
- Thränitz (zwischen Gera und Ronneburg)
- Grobsdorf (anteilig) (zwischen Gera und Ronneburg)
- Hilbersdorf (anteilig) (südlich von Ronneburg)
- Rußdorf (südlich von Ronneburg)
- Kühdorf (östlich von Triebes)
- Hainsberg (östlich von Triebes)
- Förthen (südlich des Amts an der Weida)
- Läwitz (südlich des Amts an der Weida)
- Teichwolframsdorf (südöstlich von Berga/Elster)
- Stöcken (Weidaer Anteil, um 1700 angelegt) (westlich von Werdau) (1845 zum Amt Zwickau)
- Wolframsdorf(er Waldhäuser) (westlich von Werdau) (1845 zum Amt Zwickau)
- Walddorf (westlich von Werdau) (1845 zum Amt Zwickau)

Anderer Besitz
Im Amt Weida gab es einige Mühlen, von denen u. a. erwähnt werden:
- Die Schlossmühle stand einst unterhalb der Osterburg und wurde 1385 erstmals urkundlich erwähnt.
- Die Rothenmühle wurde ebenfalls erstmals 1385 erwähnt.
- Die Katschmühle am Weidafluß (1484–1485) wurde als Mahl-, Malz- und Ölmühle gebaut.
- Die Pfortenmühle am Weidafluß unterhielt das Amt Weida von 1446 bis 1618 mit Pächtern. Das Mühlgrabensystem der Mühle mit der Katschmühle war Berichten zufolge ein Kunstwerk.
- Die Sand- oder Walkmühle lag in der Altstadt Weida am Weidafluß. Sie war von der Pfortenmühle abhängig, weil sie hauptsächlich Tuche und Leder bearbeitete.
- Die Matthäusmühle am Weidafluß in der Weidaer Neustadt wurde wie die Stadt 1209 erstmals urkundlich erwähnt.
- Die Weidaer Papiermühle am Weidafluß wurde 1569–1570 gebaut und brannte 1851 ab. 1592 wurde das Papier bereits an die Händler nach Leipzig gebracht.[1]

## Amtmänner
u. a.
- Hans Georg von Schleinitz (* 30. Januar 1599; † 8. April 1666)